# Данилівська сільська рада (Біловодський район)
| Данилівська сільська рада — колишній орган місцевого самоврядування у Біловодському районі Луганської області з адміністративним центром у с. Данилівка. Історична дата утворення: в 1922 році. Водоймища на території, підпорядкованій даній раді: річка Деркул. Сільській раді були підпорядковані населені пункти: - с. Данилівка - с. Вітрогон - с. Городнє - с. Новодеркул - с. Первомайськ - с. Третяківка |

## Склад ради
Рада складалася з 20 депутатів та голови.

### Керівний склад ради
| ПІБ                                 | Основні відомості                                                                       | Дата обрання | Дата звільнення |
| ----------------------------------- | --------------------------------------------------------------------------------------- | ------------ | --------------- |
| Сухорутченко Олександр Анатолійович | Сільський голова, 1958 року народження, освіта, член Комуністичної партії України       | 26.03.2006   | 01.11.2007      |
| Шевченко Микола Іванович            | Сільський голова, 1960 року народження, освіта, безпартійний                            | 16.03.2008   | 31.10.2010      |
| Шевченко Микола Івнович             | Сільський голова, 1960 року народження, освіта середня спеціальна, член Партії регіонів | 31.10.2010   | 07.11.2012      |
| Москальов Олександр Юхимович        | Сільський голова, 1956 року народження, освіта вища, безпартійний                       | 02.06.2013   |                 |

Примітка: таблиця складена за даними джерела